# Vjekoslav Kaleb
Vjekoslav Kaleb (Sebenico, 27 settembre 1905 – Zagabria, 13 aprile 1996) è stato uno scrittore croato.

## Opere
- Na kamenju (On the Stone), Zagreb 1940
- Izvan stvari (Outside of Things), Zagreb 1942
- Brigada (Brigade), Zagreb 1947
- Trideset konja (Thirty Horses), Zagreb 1947
- Kronika dana (Day Chronicle), Zagreb 1949
- Smrtni zvuci (Sounds of Death), Sarajevo 1957
- Nagao vjetar (Hasty Wind), Zagreb 1959
- Ogledalo (Mirror), Beograd 1962
- Ponižene ulice (Humiliated Streets), Zagreb 1950
- Divota prašine (The Beauty of Dust), Zagreb 1954
- Bijeli kamen (White Stone), Zagreb, 1954